# Hyundai Rotem
Hyundai Rotem Company, souvent appelée simplement Hyundai Rotem, anciennement Korea Rolling Stock Corporation (KOROS), est une entreprise fabriquant du matériel roulant ferroviaire et des armements et ayant son siège social en Corée du Sud. Créée en 1999 par la réunion de trois entreprises de fabrication de matériel roulant, elle adopte son nom actuel en 2007. C'est une filiale du groupe Hyundai Motor Group.

## Projets ferroviaires majeurs
Hyundai-Rotem a notamment fourni le matériel roulant pour :
- Réseau KTX (train à grande vitesse coréen)
- 256 voitures pour la ligne 3 du métro du Caire[3]
- Canada Line (métro de Vancouver)[4]
- Métro de Hyderabad[réf. souhaitée]
- Metro-Link Express for Gandhinagar and Ahmedabad (MEGA)[5]
- Ligne 4 du métro de São Paulo
- Métro d'Athènes[6]
- Métro léger de Jakarta
- Ligne de la banlieue sud de Tunis
- Métro d'Istanbul traversant le Bosphore, Marmaray

## Galerie

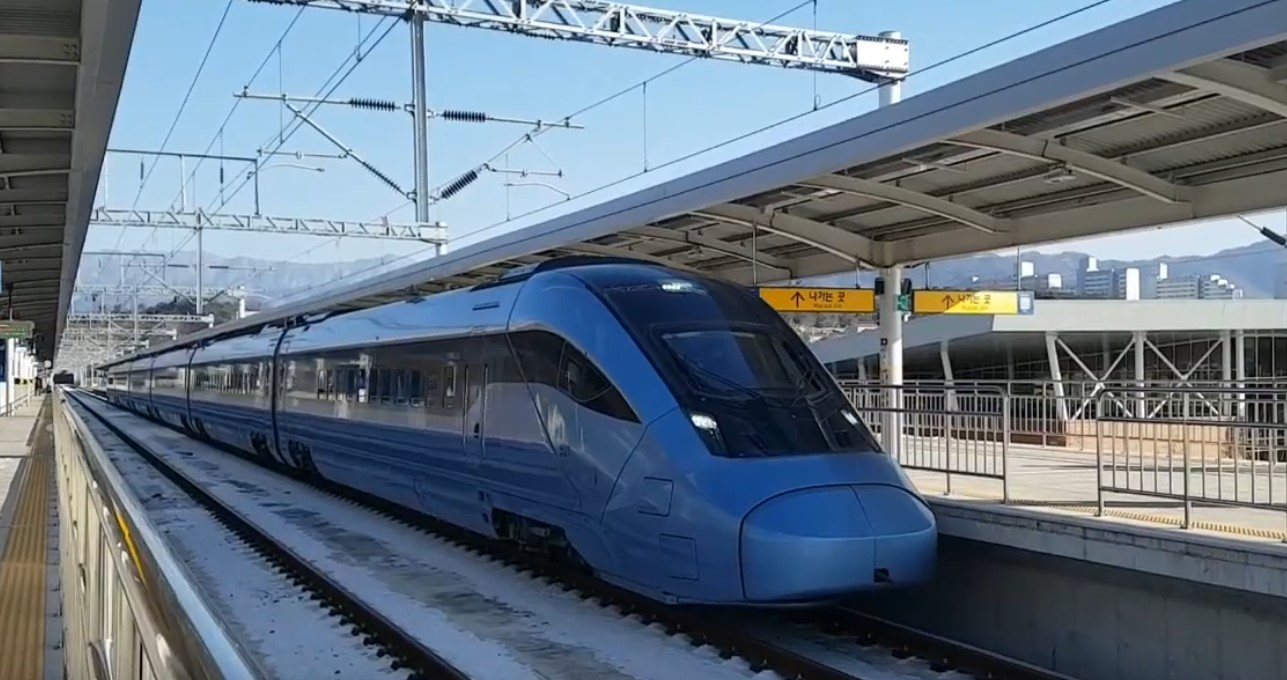
KTX-Eum en Corée du Sud
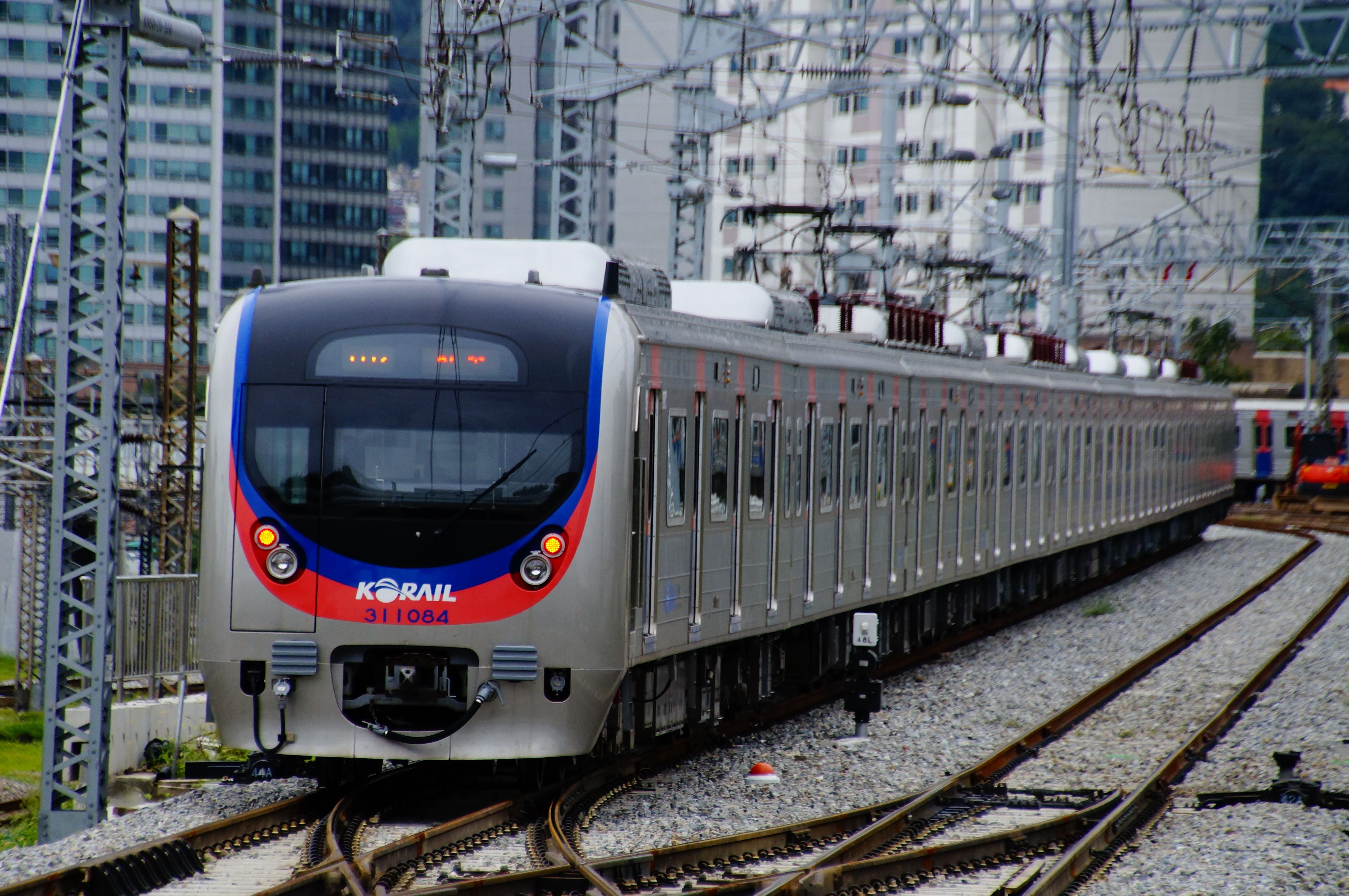
Véhicule de la ligne 1 du métro de Séoul
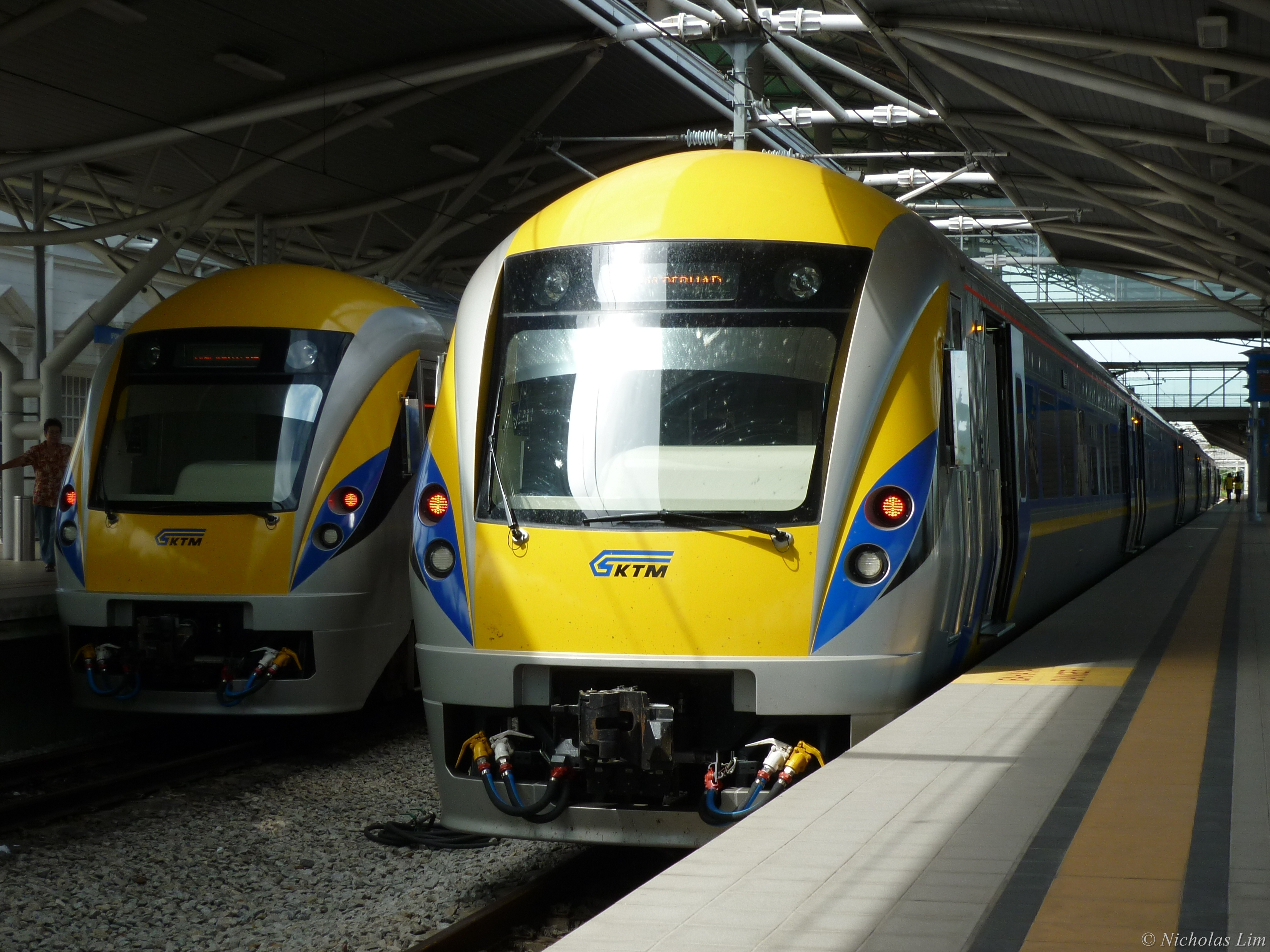
UEM KTM ETS de classe 91 à la gare d'Ipoh
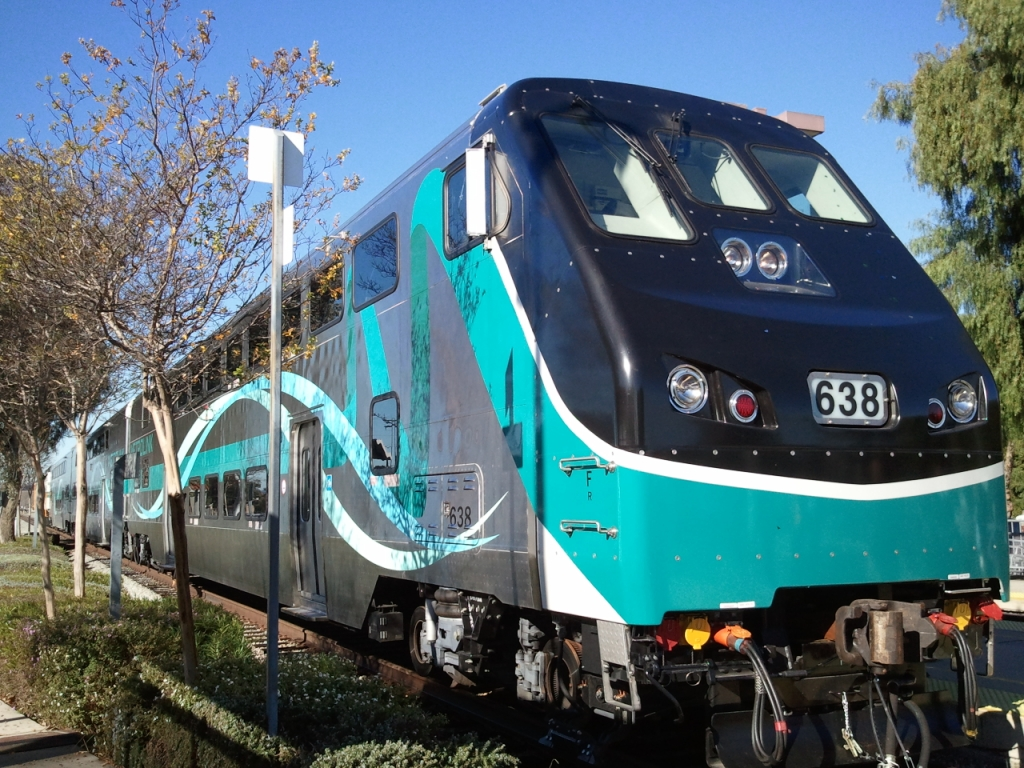
Voiture à deux niveaux Metrolink Hyundai Rotem
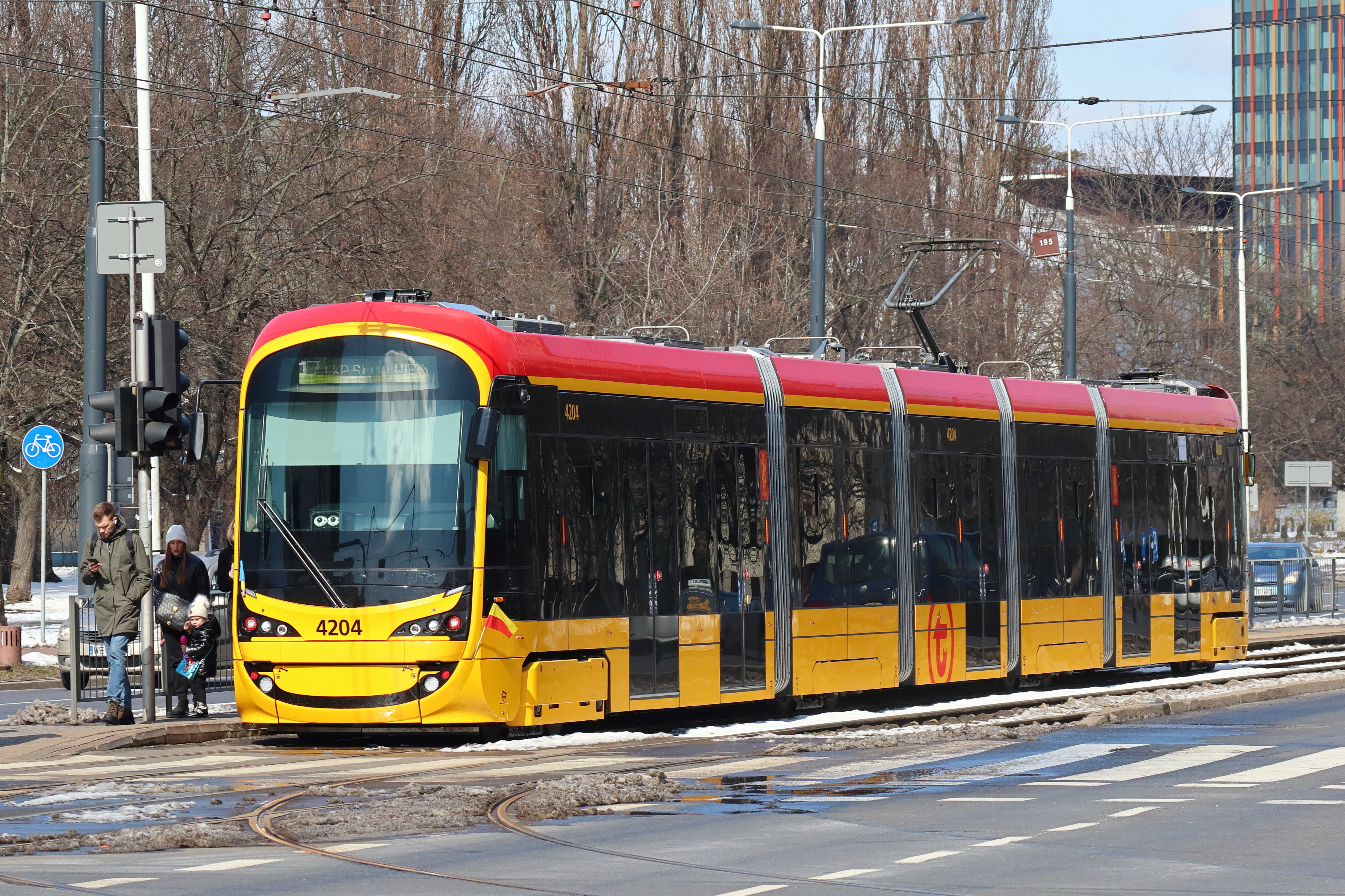
Le tramway Hyundai Rotem à Varsovie
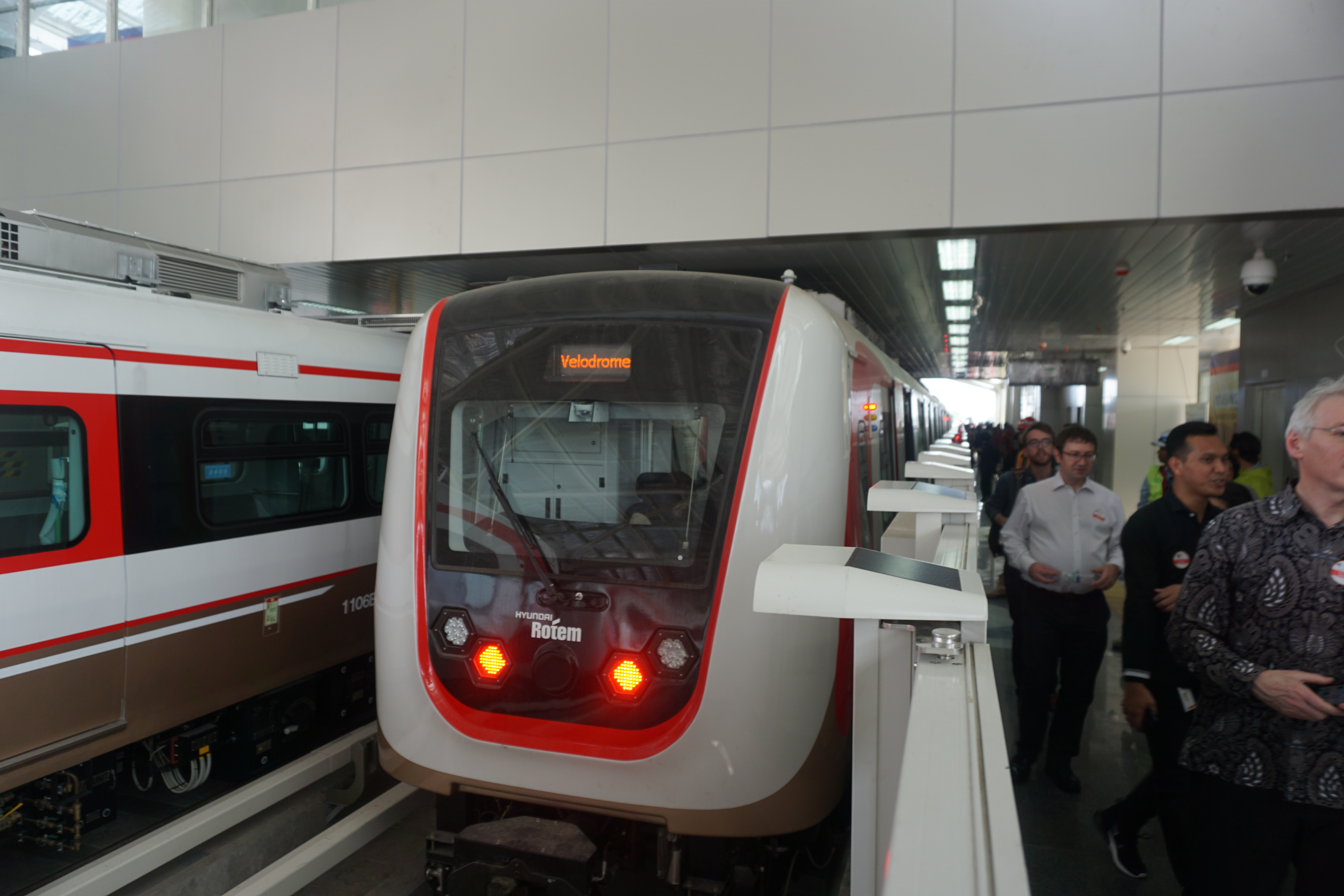
Rame Hyundai Rotem du métro léger de Jakarta